# Hydrocolus deflatus
Hydrocolus deflatus är en skalbaggsart som först beskrevs av Henry Clinton Fall 1923.  Hydrocolus deflatus ingår i släktet Hydrocolus och familjen dykare. Inga underarter finns listade i Catalogue of Life.